# Eucyclops macrurus
Eucyclops macrurus är en kräftdjursart som först beskrevs av Georg Ossian Sars 1863.  Eucyclops macrurus ingår i släktet Eucyclops och familjen Cyclopidae. Arten är reproducerande i Sverige. Inga underarter finns listade i Catalogue of Life.